# كارلو أورلاندي
كارلو أورلاندي (بالإيطالية: Carlo Orlandi)‏ (23 أبريل 1910 – 29 يوليو 1983) هو ملاكم إيطالي راحل، مثّل بلاده في الألعاب الأولمبية الصيفية 1928.

## روابط خارجية
كارلو أورلاندي على موقع بوكس ريك (الإنجليزية) (registration required)
- كارلو أورلاندي على موقع اللجنة الأولمبية الدولية (الإنجليزية)
- كارلو أورلاندي على موقع أوليمبيديا (الإنجليزية)
- كارلو أورلاندي على موقع اللجنة الأولمبية الإيطالية (الإيطالية)